# Eighth Wonder
Gli Eighth Wonder sono stati un gruppo musicale britannico di genere synth pop e new wave, in attività dal 1985 al 1989.

## Storia

Patsy Kensit, qui in occasione dell'esibizione degli Eighth Wonder al Festival di Sanremo 1987.

Il gruppo, che ebbe un ampio successo soprattutto in Italia e Giappone, era composto da Patsy Kensit, che aveva all'attivo anche una carriera d'attrice, il fratello Jamie Kensit, Steve Grantley e Geoff Beauchamp.
In totale il gruppo ha inciso tre album: Brilliant Dreams, un EP pubblicato solo in Giappone nel 1987, Fearless nel 1988 ed Eighth Wonder: The Best Remixes, una raccolta di brani remixati, anche questa disponibile solo per il mercato giapponese nel 1990.
In Italia hanno partecipato, in veste di ospiti, al Festival di Sanremo 1987, presentando il brano Will You Remember, ed all'edizione 1988, proponendo I'm Not Scared. Sempre nel 1988 hanno preso parte anche al Festivalbar con Cross My Heart, venendo premiati come primi classificati tra gli artisti internazionali in occasione della finale all'Arena di Verona. L'introduzione della canzone Stay with Me è stata utilizzata come sigla della rubrica televisiva Tre minuti di..., in onda dal 1986 al 1992 dopo l'edizione del Tg1 del pranzo. 

## Discografia

### Album
- 1987 - Brilliant Dreams (solo in Giappone)
- 1988 - Fearless (UK #47 - ITA #9)

### Raccolte
- 1990 - Eighth Wonder: The Best Remixes (solo in Giappone)
- 2014 - The Remix Anthology

### Singoli
- 1985 - Stay with Me (UK #65 - ITA #1)
- 1986 - Having It All (solo in Giappone)
- 1987 - Will You Remember (UK #83 - ITA #7)
- 1987 - When the Phone Stops Ringing (UK #47 - ITA #17)
- 1988 - I'm Not Scared (UK #7 - ITA #1)
- 1988 - Cross My Heart (UK #13 - ITA #10)
- 1988 - Baby Baby (UK #65 - ITA #7)
- 1989 - Use Me (solo in Giappone)